# Histopona conveniens
Histopona conveniens là một loài nhện trong họ Agelenidae.
Loài này thuộc chi Histopona. Histopona conveniens được Wladislaus Kulczynski miêu tả năm 1914.